# Juana Martín Manzano
Juana Martín Manzano (Córdoba, 1974) es una diseñadora de moda de etnia gitana española. Está especializada en trajes de flamenca, de novia, pret-a-porter, complementos y a medida y es la primera diseñadora española que ha desfilado en la Semana de la Alta Costura de París.
Medalla de Oro al Mérito en las Bellas Artes 2024.

## Biografía
Juana Martín realizó sus estudios de moda y confección en el Instituto de Diseño y Moda Andaluz (IDIMA). Fue seleccionada para representar a Córdoba en el concurso de Jóvenes Diseñadores aunque en ese momento no quedó entre los 16 finalistas. A raíz del éxito en el Certamen de Moda Andaluza de Estepona, decide montar su propio taller. Se presenta como diseñadora novel en el SIMOF, Salón Internacional de la Moda Flamenca de Sevilla, y al siguiente ya como profesional obteniendo un gran éxito. En el año 2005 debuta en la Pasarela Cibeles convirtiéndose en la primera mujer andaluza, la primera mujer cordobesa y la primera mujer gitana que llega a la pasarela Cibeles, obteniendo un gran éxito. Sin faltar, desde la fecha de su debut, a ninguna edición de la actual Mercedes Benz Fashion Week. En sus desfiles cuenta con la actuación del cantaor Manuel Lombo. Desde 2018 ha presentado colecciones en la Semana de la Moda de París y desde 2022 presenta sus colecciones en la Semana de la Alta Costura de París convirtiéndose así es ser la primera mujer española en hacerlo.
En junio de 2007 abrió su primera tienda en Córdoba y en diciembre del mismo año inauguró su segunda tienda en la ciudad de Sevilla y otra tienda en Marbella, Málaga. Asimismo en 2009 lanza la que será su segunda marca: ICONICAJUANA, sus colecciones que se pueden adquirir en el Atelier de Córdoba o en su Showroom de Madrid. Es considerada una de las diseñadoras más versátiles de la moda española con colecciones en Pret-á-Porter  “Redemption” o “La niña de la India” en Flamenca.
Apoya iniciativas de diferentes colectivos, ha colaborado en 2007 con Greenpeace en un desfile de moda libre de residuos tóxicos.
Juana Martín forma parte del libro 50 Mujeres Gitanas en la Sociedad Española publicado en el año 2003 y coeditado por la Fundación Secretariado Gitano y el Instituto de la Mujer.

### Trayectoria profesional
- 1999. Presenta una colección en el concurso de Jóvenes Diseñadores de España en representación de Córdoba.
- 2000. Gana el Certamen de Moda Andaluza, siendo reconocida explícitamente su colección como la mejor de todas las ediciones de dicho concurso.
- 2001. Diseña todos los modelos que Miss Córdoba usó en el concurso de Miss España y participa como diseñadora novel en el Salón Internacional de la Moda Flamenca SIFM.
- 2003. La colección de Juana Martín es considerada la mejor del Salón Internacional de la Moda Flamenca.
- 2004. Le conceden el Premio Andalucía Joven de la Junta de Andalucía en la modalidad de Empresarios, y también el premio Meridiana del Instituto de la Mujer de Córdoba.
- 2005. Participa por primera vez en la Pasarela Cibeles 2005 con gran éxito.
- 2006.
  - Repite en la Pasarela Cibeles, triunfando nuevamente con una colección en la que abandona el colorido anterior por el negro inspirada esta vez en la obra de Federico García Lorca La casa de Bernarda Alba.
  - Es nombrada Andaluza del Año por la asociación Al-Ándalus de Palma del Río.
  - 14 de mayo. Juana Martín presenta en el Gran Premio de España de Formula-1, en el circuito de Montmeló, el uniforme y complementos de joyería de las azafatas.
  - 21 de junio. Inaugura su primera tienda en Córdoba en la plaza Mármol de Bañuelos.

## Premios y reconocimientos
Los premios y reconocimientos recibidos por Juana Martín son:
- 2025. Premio Nacional de Diseño de Moda.
- 2024. Medalla de Oro al Mérito en las Bellas Artes.
- 2015. Medalla de Oro Foro Europa 2001
- 2014. Trofeo Pencho Cros a las Artes Estilísticas XV Festival de Cante de las Minas
- 2014. Dedales de Oro V edición
- 2009. Premio Andalucía, Junta de Andalucía
- 2008. Premio del Ministerio de Cultura a la Creatividad
- 2007. Premio a la Gitana del año. Junta de Andalucía
- 2006. Premio Mujer Empresaria del año. Junta de Andalucía
- 2004. Premio Andalucía Joven.
- 2004. Premio Meridiana. Instituto de la Mujer de Córdoba.